# Enflurano
El enflurano es un anestésico éter halogenado inhalado que se usó para cirugía general desde su introducción en 1966.

## Características
Este anestésico es un líquido incoloro claro a temperatura ambiente con un olor suave y dulce. Así como otros anestésicos por inhalación, es volátil, y debe almacenarse en botellas cerradas. No es inflamable ni explosivo en mezclas de aire u oxígeno.
Al igual que con el halotano, el enflurano produce hipotensión arterial, con o sin disminución del gasto cardíaco, porque deprime la contractilidad cardiaca.
El enflurano es un vasodilatador cerebral y, por tanto, puede aumentar la presión intracraneal en algunos pacientes. Como los otros anestésicos por inhalación, este anestésico reduce el consumo metabólico cerebral de oxígeno. Tiene la propiedad poco común de originar actividad convulsiva eléctrica, por lo que se considera que es potencialmente epileptógeno en el contexto clínico. Puesto que la actividad epiléptica puede aumentar el metabolismo del cerebro hasta el 400%, no era razonable el uso de enflurano, sobre todo en dosis elevadas y con hipocapnia, en pacientes predispuestos a sufrir crisis o que presentan una enfermedad vascular cerebral oclusiva.
El enflurano se metaboliza con más rapidez, y la mayoría de los estudios indicaron que los niveles máximos de fluoruro casi nunca se elevaban por encima de 25 μm/l. Solo se han descrito casos aislados de nefrotoxicidad inducida por el fluoruro debido al enflurano.
Al enflurano se le utiliza predominantemente para la fase de sostén y no para la de inducción de la anestesia. Las concentraciones de enflurano requeridas para generar la anestesia se reducen cuando se administra de manera conjunta con óxido nitroso y opioides.

## Uso en embarazo y lactancia
El enflurano es teratogénico en ratones pero no en ratas. No se han localizado informes de su uso temprano en la gestación humana. La ausencia de experiencia humana durante la formación de órganos impide una evaluación del riesgo de anomalías estructurales. Además, la anestesia general por lo regular implica el uso de múltiples agentes farmacológicos. Aunque no se ha observado teratogenicidad con otros agentes anestésicos generales halogenados, solo el halotano tiene datos de exposición humana en el primer trimestre (ver Halotano). La posible toxicidad reproductiva (aborto espontáneo e infertilidad) de la exposición ocupacional a agentes anestésicos generales halogenados no se ha estudiado adecuadamente.
Aunque el enflurano se ha administrado durante el trabajo de parto y el parto en sí, no se han descrito los efectos de esta exposición en el bebé que comienza a ser amamantar inmediatamente después del nacimiento. El enflurano probablemente se excreta en calostro y leche, como lo sugiere su presencia en la sangre materna y el bajo peso molecular del anestésico (aproximadamente 185 g/mol), pero se desconoce el potencial tóxico de esta exposición para el lactante. Sin embargo, el riesgo para un lactante por la exposición al enflurano a través de la leche es probablemente muy bajo, ya que, a pesar de la ausencia de información, se espera que los niveles de enflurano excretados en la leche materna sean insignificantes, al menos teóricamente, en función de su perfil farmacocinético.

## En la actualidad
El uso del enflurano ha decrecido en años recientes con la introducción de nuevos agentes por inhalación con una farmacocinética preferible y perfil de efectos adversos.